# En Avant Estuaire FC
En Avant Estuaire FC is een Gabonese voetbalclub uit de hoofdstad Libreville. De club werd opgericht in 2002. Tot 2009 was de voetbalclub bekend onder de naam Delta Téléstar Gabon Télécom FC.